# Manami Hashimoto
Manami Hosokawa (細川 愛実 Hosokawa Manami?,  Yamagata, Prefectura de Yamagata, 8 de agosto de 1984), más conocida por su nombre artístico de Manami Hashimoto (橋本 マナミ Hashimoto Manami?), es una actriz y gravure idol japonesa. Está afiliada a Irving y Harmony Promotion, su representante comercial.

## Biografía
Manami Hosokawa nació el 8 de agosto de 1984 en la ciudad de Yamagata, Japón. Hosokawa aspiró a convertirse en celebridad tras ver Hitotsu Yane no Shita, su drama televisivo favorito. Entró en la industria del entretenimiento en su primer año de escuela secundaria, en 1997. Para evitar ser confundida con la actriz Naomi Hosokawa, tomó como nombre artístico el apellido de soltera de su madre, Hashimoto. Asistió a la Escuela Secundaria Yamagata-Jōhoku y más adelante a la Escuela Secundaria Horikoshi, un instituto al que asisten celebridades. A la edad de 16 años, Hashimoto debutó como gravure idol modelando trajes de baño. Sobre dicha experiencia, ha comentado que:

"Solo había usado un traje de baño dentro de la escuela, por lo que cuando fui al set y vi numerosos bikinis, encontré muy desagradable que en el personal hubiera muchos hombres. No podía sonreír bien. El personal me decía "nadie está mirando", ahora sé que estaban tratando de darme ánimos, pero estaba realmente incómoda".

En 2012, pasó de ser representada por Oscar Promotion a Irving.

## Filmografía

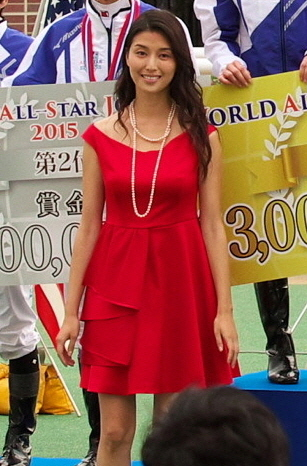
Hashimoto en 2015.

### Televisión
| Año  | Título                                                              | Papel            | Cadena         | Notas               |
| ---- | ------------------------------------------------------------------- | ---------------- | -------------- | ------------------- |
| 2003 | Musashi                                                             | Senhime          | NHK            | Drama taiga         |
| 2004 | Kyotaro Nishimura Travel Mystery                                    | Maki Yumikura    | TV Asahi       |                     |
| 2006 | Getsuyō Mystery Gekijō                                              | Midori Muramatsu | TBS            |                     |
| 2007 | Boys Esté                                                           | Suzuko Akagi     | TV Tokyo       |                     |
| 2007 | Swan no Baka!: Kozukai 3 Man-en no Koi                              | Tomoko Kawai     | KTV            |                     |
| 2008 | Kamen Rider Kiva                                                    | Kumi             | TV Asahi       |                     |
| 2009 | Kyotaro Nishimura Suspense Tetsudō Sōsa-kan                         | Rika Uozumi      | TV Asahi       | Episodios 21 y 22   |
| 2009 | Depart Shikake Hito! Tamami Tennuji no Satsujin Suiri               | Misaki Yoshii    | ABC            |                     |
| 2009 | Shitsuji Kissa ni Okaerinasaimase                                   | Miyuki           | MBS            | Episodio 12         |
| 2009 | Teiō                                                                | Mai              | MBS            | Episodios 4 a 7     |
| 2010 | Hōigaku Kyōshitsu no Jiken File                                     | Rikako Inao      | TV Asahi       |                     |
| 2011 | CO Ishoku Coordinator                                               |                  | WOWOW          | Episodio 2          |
| 2012 | Ghost Writer no Satsujin Shuzai                                     | Eimiko Kamiyama  | TV Asahi       |                     |
| 2012 | Ataru                                                               |                  | TBS            | Episodio 2          |
| 2012 | Riyū                                                                |                  | TBS            |                     |
| 2012 | Tokumei Tantei                                                      | Maya Kirihara    | TV Asahi       | Episodio final      |
| 2013 | Jinrui Gakusha Kumiko Misaki no Satsujin Kantei                     | Rie Koizumi      | TV Asahi       |                     |
| 2013 | Horror Accidental                                                   |                  | Fuji TV        |                     |
| 2013 | Last Hope                                                           | Miho Shinohara   | Fuji TV        | Episodio 4          |
| 2013 | Tank Top Fighter                                                    | Hatsune Takayama | MBS            | Episodio 7          |
| 2014 | Watashitachi ga Propose sa Renai no Ni wa, 101 no Riyū ga Atteda na |                  | LaLa TV        | Episodios 4, 7 y 12 |
| 2015 | All Esper Dayo!                                                     | Haruka           | TV Tokyo       |                     |
| 2015 | Mare                                                                | Kanae            | NHK            |                     |
| 2015 | Napoleon no Mura                                                    | Chiaki Koda      | TBS            |                     |
| 2015 | Watashi no Aooni                                                    | Midori           | NHK BS Premium |                     |
| 2015 | Fukigenna Kajitsu                                                   | Reiko Toyama     | TV Asahi       |                     |
| 2015 | Doctor X: Gekai Michiko Daimon                                      | Harumi Kanazawa  | TV Asahi       |                     |
| 2016 | Sanada Maru                                                         | Hosokawa Gracia  | NHK            | Drama taiga         |
| 2022 | Koi to Dangan (Yakuza Lover)                                        | Disney +         |                |                     |

### Películas
| Año  | Título                                          | Papel              | Notas                                   |
| ---- | ----------------------------------------------- | ------------------ | --------------------------------------- |
| 2008 | OneChanbara                                     | Reiko              |                                         |
| 2011 | Pole Dancing Boys                               | Kana               |                                         |
| 2012 | Aoi Sora Shiroi Kumo                            | Rie's senior model |                                         |
| 2012 | Yamikin Ushijima-kun                            | Pumps girl         |                                         |
| 2013 | Kiiroi Zou                                      |                    |                                         |
| 2013 | Gekijō-ban Ataru The First Love & the Last Kill |                    |                                         |
| 2014 | Anata mo Mata Mushidearu                        |                    | Principal                               |
| 2014 | Oh! Father                                      |                    |                                         |
| 2016 | Ninkyō Yarō                                     | Kaoru              |                                         |
| 2016 | Zen'in Kataomoi                                 | Misato             | Episodio 7: Eve no Okurimono, principal |
| 2017 | Hamon                                           |                    |                                         |
| 2017 | Hikari                                          |                    |                                         |

### Show de variedades
| Año  | Título                               | Cadena        | Notas     |
| ---- | ------------------------------------ | ------------- | --------- |
| 2009 | Business Click                       | TBS           | Navigator |
| 2009 | Shinō Densetsu: Idol Battle Survival | TVS           |           |
| 2013 | Sunday Japon                         | TBS           | Assistant |
| 2013 | Nippon Dandy                         | Tokyo MX      |           |
| 2014 | Ji-chū Umi Keiba Mode                | Green Channel | Asistente |
| 2014 | Bara Iro Dandy                       | Tokyo MX      |           |
| 2015 | Keiba Beat                           | KTV           |           |
| 2015 | Minna no Keiba                       | Fuji TV       |           |
| 2015 | Shimura no Jikan                     | Fuji TV       | Regular   |
| 2016 | Viking                               | Fuji TV       |           |